# Manu Joucla
 (avril 2017).
Si vous disposez d'ouvrages ou d'articles de référence ou si vous connaissez des sites web de qualité traitant du thème abordé ici, merci de compléter l'article en donnant les références utiles à sa vérifiabilité et en les liant à la section « Notes et références ».
Emmanuel Joucla, plus connu sous le nom de Manu Joucla, est un comédien scénariste et réalisateur français, né le 3 août 1969 à Toulouse.

## Biographie

### Débuts: Carré blanc / Nous Ç Nous
À la fin des années 1990, et plus exactement en 1997, il fait ses débuts dans la « bande du Carré Blanc » (du nom d'un petit établissement parisien aujourd'hui disparu), rebaptisée Nous Ç Nous, où il rencontre notamment Jean Dujardin, Bruno Salomone, Éric Collado, Luc Antoni et Éric Massot.

### Duo Joucla / Massot
Durant la saison 2006-2007, il anime la dépêche radiophonique Gonflés à blog avec Éric Massot, sur la radio Rire & Chansons.
Ils font aussi des sketchs pour l'émission 20 h 10 pétantes.
Ils réalisent deux spectacles two-men-show : Éric et Manu (café d'Edgar), puis Éric et Manu s'engagent (Palais des glaces).

## Sketches
- Nous Ç Nous présent dans presque tous les sketches
- Le faux débat, série de sketches en duo avec Bruno Salomone, joués pour l'émission Nous Ç Nous ou bien sur scène
- Éric et Manu deux spectacles

## Filmographie
- 2009 : Skate or Die, de Miguel Courtois : l'homme de l'appartement
- 2011 : Au bistro du coin de Charles Nemes : Frère meunier 2
- 2012 : La Promotion de Manu Joucla (court métrage)
- 2013 : Camping Paradis (saison 4, épisode 4) de Bruno Garcia : Bertrand
- 2015 : Resiste :  réalisateur avec Pierre Mouchet des cinq films écrits et interprétés par France Gall et diffusés au sein de la comédie musicale au Palais des Sports à Paris.
- 2016 : Brice 3 de James Huth : Manu du Pouldu
- 2018 : Un incroyable show, téléfilm diffusé sur C8 et Comédie, coréalisateurs Manu Joucla et Marc André Brunet
- 2023 : Camping Paradis (saison 14, épisode 2) : Marc
- 2023 : Schlitter, téléfilm de Pierre Mouchet : le curé
- 2024. Père Noël à domicile Scénario et réalisation Manu Joucla, diffusé en prime time sur M6. Sélectionné en compétition officielle au festival de la Rochelle 2024. Prix spécial de la comédie au multi screen grand prix 2025

- 2023 : Maurice le chat fabuleux : le maire